# Superstar (película de 2015)
Superstar es una película nigeriana producida y dirigida por el productor Toni Abulu, director ejecutivo de Black Ivory Limited, una empresa de entretenimiento con más de treinta años de experiencia en la realización de películas. El desarrollo de la historia muestra a un artista nigeriano (Tekno) que lucha por ser parte  de la industria musical de su país. Se estrenó el 5 de junio de 2015 por cortesía de Silverbird Distributions.

## Sinopsis
Tekno (como Modele o Dele) y su amigo (su manager, Ovie) en la película abandonaron la universidad para seguir una carrera musical. Tienen que atravesar muchos obstáculos a partir de su familia que no están de acuerdo con la idea de su carrera musical. Tekno encontró la oportunidad de presentar un mixtape a un productor estadounidense que busca jóvenes talentos en Nigeria.

## Elenco
Los personajes principales de la son:
- Tekno (como Modele o Dele)
- Ovie como Ushebebe
- Toyin Aimakhu
- Steph Nora Okere

Toyin Aimakhu participó como la madre de Tekno, siendo la primera vez que actuaba un personaje de habla inglesa en una película.